# Fabien Laouer
 (octobre 2018).
Si vous disposez d'ouvrages ou d'articles de référence ou si vous connaissez des sites web de qualité traitant du thème abordé ici, merci de compléter l'article en donnant les références utiles à sa vérifiabilité et en les liant à la section « Notes et références ».
Fabien Laouer est un auteur de bande dessinée humoristique né en 1968 à Toulon.

## Biographie
Fabien Laouer suit des études en hôtellerie et aux beaux-arts, mais il se forme en autodidacte à la bande dessinée. 

## Publications
Les Enquêtes de Goirid et Leôdhas
- Tome 1 : Une Proie Pour l'Ombre 2004
- Tome 2 : Un golem pour Tho-Brouk 2006
- Tome 3 : Un fléau pour la vie 2007

GAMER'Z
- Tome 1 : Accros à la manette

### Autre
Fabien Laouer a également travaillé dans le jeu vidéo : Microïds à Paris et Kalisto Entertainment à Bordeaux. Il a également été le graphiste de la boite du jeu Corsairs et illustre la gamme de jeu de rôle SteamShadows de JdR Editions